# 1918 en Italie
Chronologie de l'Italie
- 1914
- 1915
- 1916
- 1917
- 1918
- 1919
- 1920
- 1921
- 1922

## Événements
- 10 - 11 février : Camouflet de Bakar, action navale commando dans baie de Buccari en Dalmatie[1]. Redressement de l'armée italienne au début de l'année[2].
- 2 mai : deuxième conférence d'Abbeville. Foch réclame l'autorité sur le front italien mais n'obtient qu'un pouvoir de coordination[3].

- 10 juin : entreprise de Premuda. Le lieutenant de vaisseau italien Luigi Rizzo coule le cuirassé austro-hongrois SMS Szent István près de l'île de Premuda[4].

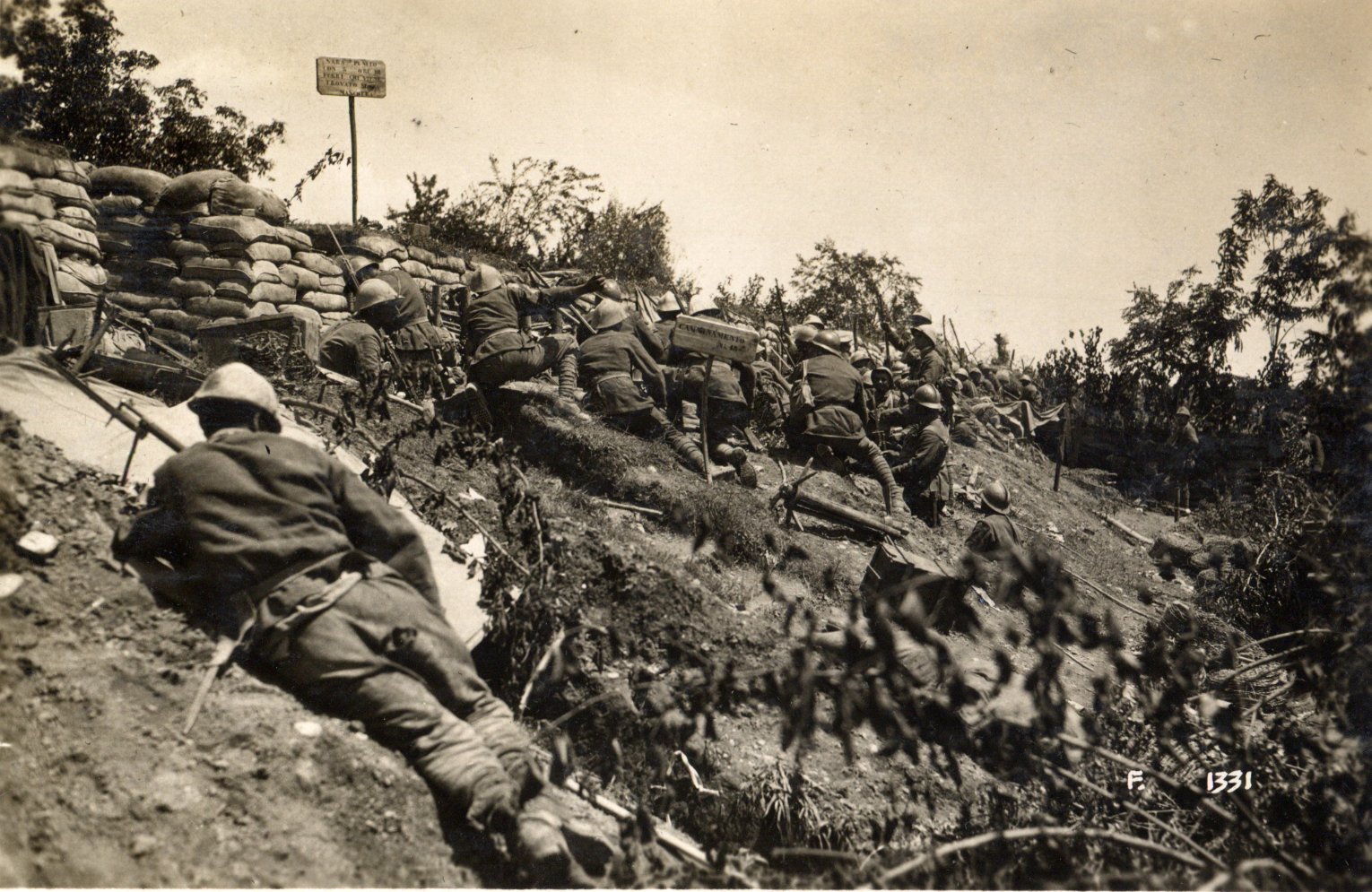
Position italienne le long de la rivière Piave avant l'attaque.

- 15 juin : début de la bataille du Piave. Offensive de l'Autriche en Vénétie durant l'été, stoppée par le général Armando Diaz[5]. Les troupes italiennes reprennent leurs positions entre la Vénétie et le Piave et contraignent les troupes autrichiennes à la retraite le 22 juin.
- 19 juin : le pilote de chasse italien Francesco Baracca est tué par des tirs de mitrailleuse alors qu'il survole les tranchées autrichiennes sur la colline de Montello[6].

- 8 juillet : Ernest Hemingway est blessé par un tir de mortier près de Fossalta di Piave[7].

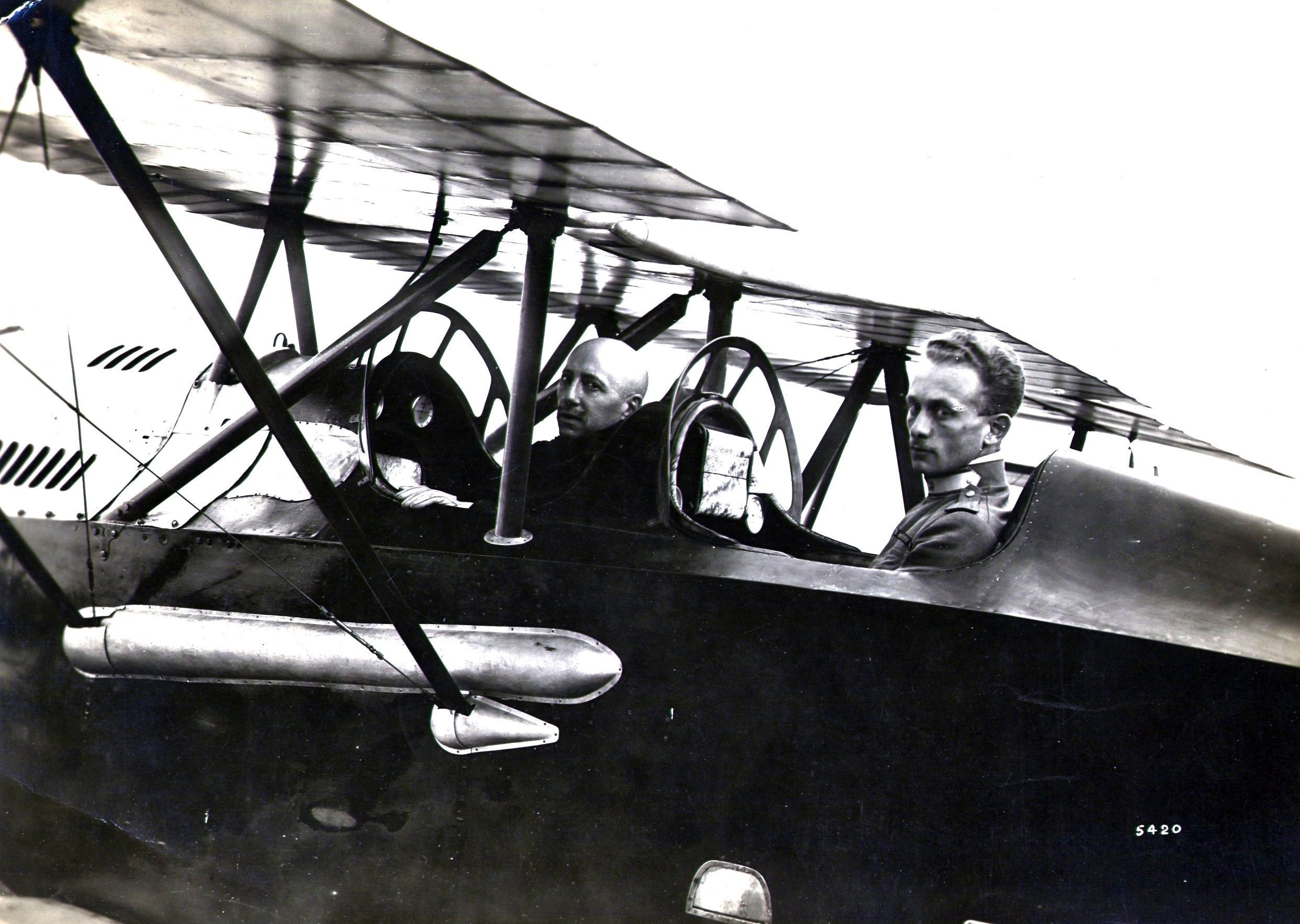
Gabriele D'Annunzio et le capitaine Natale Palli peu avant le décollage pour le vol au-dessus de Vienne.

- 9 août : Gabriele D'Annunzio, à la tête d'une escadrille de huit avions, effectue un vol sur Vienne et lance des tracts[8].
- 13 août-3 septembre : bataille de San Matteo, à 3 686 m d'altitude[9].

- 24 - 29 octobre : offensive italienne victorieuse à Vittorio Veneto. Les Autrichiens refluent sur tous les fronts[5]. Le gouvernement autrichien demande l'armistice à l'Italie[10].
- 24 octobre : D'Annunzio publie un éditorial dans le Corriere della Sera dans lequel il invente le terme de « Victoire mutilée »[11].
- 30 octobre : les irrédentistes de Fiume, réunis en Conseil national, proclament son union à l'Italie[12].

- 3 novembre : 

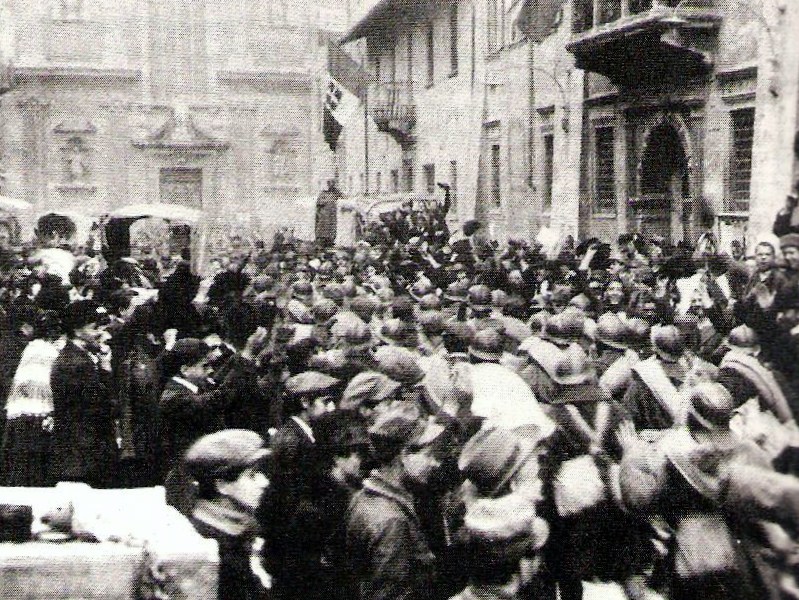
Les troupes italiennes entrent dans Trente.

  - l’Autriche-Hongrie signe l’armistice de Villa Giusti en Italie[5].
  - le contretorpilleur Audace débarque dans le port de Trieste le général Carlo Petitti di Roreto qui proclame l'annexion de la ville à l'Italie[13].
  - Les premières troupes italiennes entrent dans Trente[14].
- 9 novembre : début des troubles de Split ; à l'arrivée de deux destroyers français à Split, des drapeaux italiens sont déployés par les partisans du rattachement à l'Italie, ce qui provoque une émeute dans la population slave[15].
- 17 novembre : occupation de Fiume par les troupes italiennes et des contingents français et américains[12].

## Économie
- La guerre a induit la mobilisation de 5 900 000 hommes dans l'armée. 600 000 soldats ont été tués du côté italien. Les régions industrielles du Nord sont ravagées, le pays est ruiné[16].
- La guerre a favorisé le développement industriel : les profits moyens déclarés par les entreprises sont passés de 4,26 % en 1914 à 7,75 % du chiffre d'affaires en 1917. La hausse du profit a surtout profité aux secteurs directement concernés par la production militaire. C'est ainsi que le profit des entreprises sidérurgiques s'accrut de 6,30 % à 16,55 %, celui de l'industrie automobile de 8,20 % à 30,51 %; pour les producteurs de cuirs et de chaussures, il passa de 9,31 % à 30,51 %; pour l'industrie de la laine, de 5,10 % à 18,7 %; pour celle du coton, déficitaire en 1914, ce bénéfice s'éleva de 0,94 % à 12,77 %; pour les industries chimiques, les profits augmentèrent de 8,02 % à 15,39 %, et pour l'industrie du caoutchouc, de 8,57 % à 14,95%[17].
- Le secteur sidérurgique a tiré d'énormes avantages de l'économie de guerre mis en place par l’État italien, procédant à une extension de ses installations ainsi que de son organisation générale. Dans l'industrie mécanique, les progrès sont tels qu'on a pu dire que par le seul effet de la guerre, l'Italie avait vu naître une industrie mécanique dont les dimensions répondaient aux exigences de l'appareil de production national[18].
- L'indice de la production industrielle passe de 54 à 62 entre 1914 et 1918 (1938=100) et le pourcentage de l'industrie dans le produit brut privé de 25 % à 30 %. Les profits déclarés de l'industrie sidérurgique augmentent de 6,30 à 16,50 %, ceux de l'industrie automobile de 8 à 30,6 %. FIAT emploie 40 000 personnes contre 4 000 avant la guerre et son capital passe de 17 à 200 millions de lires. l'industrie aéronautique a produit 10 000 avions en 1917-1918, les chantiers navals ont construit 17 navires pour un total de 92 900 tonnes en 1919 (45 024 en 1914)[19].
- Le coût de la vie a augmenté de 450 % en 4 ans. La dette publique contractée pour financer les dépenses militaires du pays est abyssale.

## Culture

### Opéras créés en 1918
- 14 décembre : Il trittico, opéra de Giacomo Puccini, créé au Metropolitan Opera de New York.

## Naissances en 1918
- x

## Décès en 1918
25 juin : Virginia Marini, 74 ans, actrice de théâtre de renom, qui se produit sur les plus grandes scènes italiennes. (° 7 février 1844)